# Красный шёлк
«Красный шёлк» — совместный российско-китайский ретро-детективный экшен 2025 года режиссёра Андрея Волгина. Вышел в кинопрокат 20 февраля 2025 года.

## Сюжет
1927 год. Транссибирская магистраль. Через всю Россию курьеры Китайской компартии везут совершенно секретные документы, попадание которых в руки гоминьдановцев способно нанести катастрофический вред советско-китайским отношениям. Курьеры, нелегально перейдя советско-китайскую границу в районе Благовещенска, садятся в Белогорске на транссибирский экспресс «Владивосток — Москва», но именно в «лучшем поезде страны» их поджидает главная опасность — здесь под видом обычных пассажиров скрываются и агенты Гоминьдана, и иностранные разведчики. Вдобавок поезд преследуют хунхузы — кем-то нанятые алчные головорезы, готовые на всё ради ценнейших документов.
Посланцам КПК нужно добраться хотя бы до Иркутска, откуда уже можно организовать и доставку, и полноценную охрану, но, пока экспресс идёт через Забайкалье, за безопасность китайских товарищей отвечают только сотрудник советской внешней разведки Анна Волкова (Елена Подкаминская) и помогающий ей храбрый, но прямолинейный и недалёкий красный командир Фёдор Корнилов (Гоша Куценко), в качестве переводчика забравшие с собой молодого и неопытного местного чекиста Артёма Светлова (Глеб Калюжный), с грехом пополам объясняющегося по-китайски. А из трёх курьеров только Ван Лин (Чжэн Ханьи), совсем юная девушка, немного понимает русский.
Проникает в поезд и высококлассный русский разведчик Николай Гарин (Милош Бикович), после падения Российской империи «застрявший» в Китае и тешащий себя надеждой, что содействие чекистам в доставке сверхсекретных материалов по назначению может дать ему шанс вернуться домой, в Россию. Чтобы выявить и обезвредить общего врага, сотрудникам советских спецслужб придётся принять помощь бывшего царского офицера.
Фильм не является историческим, но имеет реальную основу: в 1928 году VI съезд компартии Китая неожиданно для всего мира прошёл в Подмосковье, и для участия в съезде делегаты добирались по Транссибу через всю Россию с большим риском для жизни. За ними охотились и агенты Гоминьдана, и сотрудники нескольких иностранных разведок. Но китайских товарищей сопровождали коминтерновцы, среди которых был молодой переводчик Артём.

## В ролях
- Милош Бикович — Николай Тимофеевич Гарин, царский офицер, бывший секретный агент
- Глеб Калюжный — Артём Светлов, помощник оперуполномоченного контрразведывательного отдела Белогорского управления ОГПУ
- Елена Подкаминская — Анна Васильевна Волкова, сотрудник советской внешней разведки
- Гоша Куценко — Фёдор Кузьмич Корнилов, красный командир
- Чжэн Ханьи — Ван Лин, китайская подпольщица, переводчица
- Хуан Хаонань — Ли Бо, китайский подпольщик, друг детства Ван Лин
- Ян Цзыхуа — «учитель Гао», старый коммунист, руководитель группы курьеров
- Светлана Чуйкина — Гром, начальница поезда
- Жаргал Бадмацыренов — Аянов, агрохимик, специалист по ядохимикатам, пассажир поезда
- Дмитрий Куличков — Свиблов, фотограф-архитектор, пассажир поезда
- Ирина Алфёрова — графиня Демидова, пассажирка поезда
- Ярослав Могильников — Петя, буфетчик вагона-ресторана
- Чжэн Лун — Ду Синь
- Евгений Сидихин — Березин, чекист
- Самвел Мужикян — Оганов, уполномоченный ГПУ
- Вадим Бадмацыренов — хунхуз-машинист
- Егор Бакулин — начальник станции
- Максим Матвеев — Рихард Зорге

## Съёмки
Съёмки проходили на Байкале в Иркутской области, в Псковской и Ленинградской областях, а также в Санкт-Петербурге.
В Китае съёмки велись на киностудии Hengdian World Studios, фильм является совместным российско-китайским кинопроектом: партнёрство по совместному производству было заключено между российской Nota Bene Film Group и китайскими Fen Dou Mao Film & TV Culture Media (Beijing) Co. и Tianjin Co-Production Film & TV Co7, китайская сторона вложила в производство средства в обмен на часть прав на фильм, что позволит вести его прокат в Китае как продукцию локального производства без учёта квот для иностранных фильмов.
Для исполнительницы роли Ван Линь китаянки Чжэн Ханьи это дебют в кино, создатели фильма нашли её после долгого кастинга в театральном институте в Санкт-Петербурге, куда она поступила четыре года назад, и успела хорошо выучить русский язык.
Фильм снят при поддержке Фонда кино, в январе 2025 года глава Министерства культуры России Ольга Любимова в ходе совещания президента России Владимира Путина с членами правительства сделала заявление, что фильм «Красный шёлк» является одним из самых ожидаемых в прокате в 2025 году.
Фильм вошёл в 35 самых ожидаемых фильмов кинопроката России 2025 года по версии портала «Кинопоиск».
Первый трейлер фильма вышел 11 июля 2024 года, следующий — 11 октября 2024 года, а финальный трейлер вышел 2 февраля 2025 года.
Вышел в кинопрокат 20 февраля 2025 года.